# Берда (гора)
Берда, также часто встречается русское и украинское написание Бердо (укр. Берда, рум. Berda) — гора на Хотинской возвышенности, высшая точка равнинной части Украины. Высота — 515,7 м над уровнем моря.
Название происходит от схожести формы горы с деталью «бердо» старинного ткацкого станка.
Распространённое мнение о том, что гора Берда является наивысшей точкой Восточно-Европейской равнины, является заблуждением, так как южнее, на территории Румынии, располагается Молдовская возвышенность, в пределах которой высоты (Бырлад) достигают 564 м. Ещё большие высоты располагаются в Румынии на южных границах жудеца Ботошани у села Тудора — гора Дялул-Маре имеет высоту 571,0 м, расположенная 2,5 км севернее её гора Друмул-Думбрэвенилор имеет высоту 581,0 м, а расположенная между ними безымянная вершина достигает 586,9 м над уровнем моря.
Берду хорошо видно на севере — с Центральной площади г. Черновцы.